# ダラス・エグゼクティブ空港
ダラス・エグゼクティブ空港（ダラス エグゼクティブくうこう、英: Dallas Executive Airport (IATA: RBD, ICAO: KRBD, FAA LID: RBD)）は、アメリカのテキサス州ダラスのダウンタウンの6マイル(10km)南西にある空港。旧称レッドバード空港（レッドバードくうこう、英: Redbird Airport）。ゼネラル・アビエーションとして使用され、ダラス・ラブフィールド空港の代替空港ともなっている。
2013年、Commemorative Air Forceはミッドランドから移転する本部と博物館を含む「ナショナル・エアベース」を建てることを発表した。2016年、Commemorative Air Forceはエグゼクティブ空港に本部を設立し、空港南東部に格納庫を設置している。ダラス市警はこの空港を拠点にヘリコプターを操縦している。
2017年、既存の滑走路の改善のための大規模工事が行なわれ、2018年、13/31の滑走路を拡張し、安全地帯および保護地区を空港内に移動する工事が行なわれている。

## 施設
ダラス・エグゼクティブ空港は面積1,070エーカー (433 ha)に2本の滑走路がある。:
- 13/31: 7,136 x 100 ft (1,966 x 30.48 m) アスファルト/コンクリート
- 17/35: 3,800 x 150 ft (1,158 x 46 m) アスファルト/コンクリート

## 事件、事故
- 2022年11月12日午後1時20分頃、当空港で行なわれた航空ショーのウィングス・オーバー・ダラスにてボーイングの爆撃機B-17「フライングフォートレス」とベル・エアクラフトの戦闘機P-63F「キングコブラ」が衝突するダラス航空ショー空中衝突事故が発生した。B-17の乗員5人とP-63のパイロットの計6人が死亡した。事後の原因は調査中である[3][4]。